# Feketelak (Maros megye)
Feketelak (románul: Negrenii de Câmpie) falu Romániában, Maros megyében. Közigazgatásilag Mezőbánd községhez tartozik.

## Fekvése
A Mezőség délkeleti részén fekszik, Mezőbándtól 5 km-re északra.

## Története
Feketelak nevét már 1316 előtt is említette oklevél.
1318-1323 között Look, 1329-ben p. Laak néven volt említve.
1329-ben Moys fia Moys birtoka volt, de Károly Róbert király 1316-ban elvette tőle és 1318-ban Omori Gál királyi jegyzőnek adta.
1329-ben a birtokot Hontpázmány nemzetségbeli Pogány Istvánnak adta cserében
1910-ben 820 lakosából 465 magyar, 326 román volt. Ebből 329 görögkatolikus, 476 református, 9 izraelita volt.[forrás?]
A trianoni békeszerződés előtt Maros-Torda vármegye Marosi alsó járásához tartozott.